# St. Bartholomäus (Stübach)

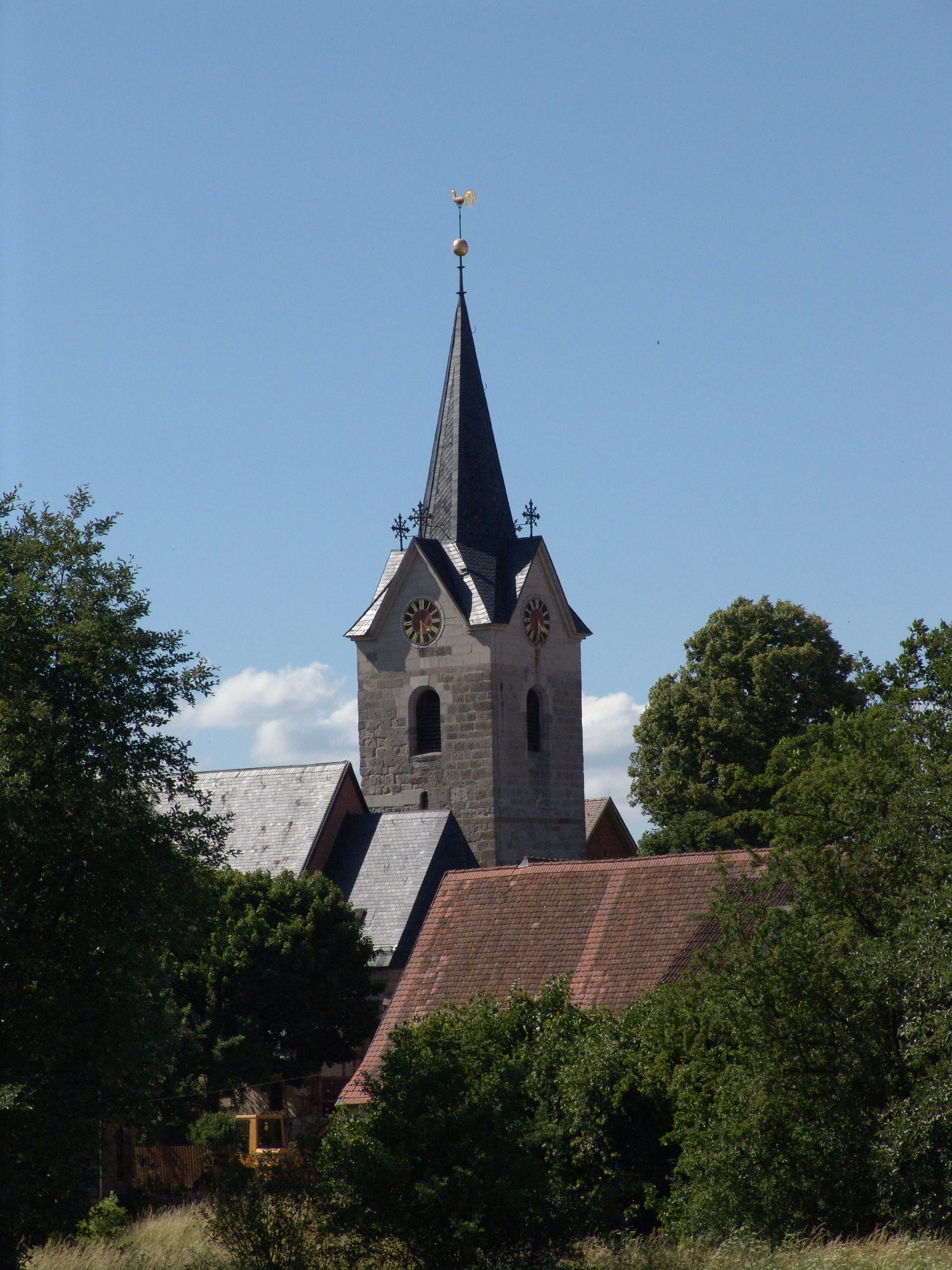
Pfarrkirche St. Bartholomäus in Stübach

St. Bartholomäus ist die evangelisch-lutherische Pfarrkirche von Stübach, einem Gemeindeteil der Gemeinde Diespeck im Landkreis Neustadt an der Aisch-Bad Windsheim in Bayern. Die im Kern aus dem 14. Jahrhundert stammende ehemalige Wehrkirche steht unter Denkmalschutz.

## Geschichte und Architektur
Turm und Chorbogen, die ältesten Teile des Saalbaus aus Kalk- und Sandstein, stammen noch aus dem 14. Jahrhundert. Der viergieblige Turmhelm wurde 1872 aufgesetzt. Das von einem Satteldach überdeckte Langhaus mit eingezogenem Polygonalchor wurde von 1888 bis 1893 errichtet. Teile der historischen Ausstattung haben sich erhalten, darunter ein Epitaph eines Ritters von Abenberg von 1384 und der 1698 von Exulanten gestiftete Altar.
Teile der spätmittelalterlichen befestigten Kirchhofmauer aus Bruchsteinen sind noch erhalten. Auf dem Kirchhof befindet sich ein Steinkreuz mit einem Relief von Pflugschar und Reute aus dem 16. Jahrhundert.